# Дембовский, Сергей Аристархович
Сергей Аристархович Дембовский (24.11.1932 — 2010) — российский химик, лауреат Курнаковской премии (1988).
Заведующий сектором Лаборатории химии халькогенидов Института общей и неорганической химии АН СССР (РАН).

## Биография
Доктор химических наук (1971), профессор. Докторская диссертация:
- Исследование в области химии халькогенидных стеклообразующих соединений и систем на их основе : диссертация … доктора химических наук : 02.00.00 / С. А. Дембовский. — Москва, 1971. — 451 с. : ил.

Область научных интересов: теория некристаллического состояния, физикохимия стеклообразующих халькогенидов. Заложил и развил представления о гипервалентных связях (ГВС) как альтернативных химико-связевых состояниях в неорганических стеклах.

## Награды и премии
Лауреат Курнаковской премии (1988) и премии Совета Министров СССР (1981).

## Сочинения

### Научные труды
- Стеклообразование / С. А. Дембовский, Е. А. Чечеткина; Отв. ред. И. В. Тананаев; АН СССР, Ин-т общ. и неорган. химии им. Н. С. Курнакова. — М.: Наука, 1990. — 277 с.; ISBN 5-02-001359-5.
- Dembovsky S.A. Connection of quasidefects with glass formation in the substances with high lone-pair electron concentration. Mater. Res. Bull. 16, 1331—1338 (1981).
- Дембовский C.A., Лужная Н. П. Диаграмма состояния системы As-Se.// Журнал неорганической химии. 1964. Т. З. № 9. С. 660-664.

### Иное
Автор повести (с элементами фантастики) «Икебания» (1991), опубликованной в журнале «Химия и жизнь» в разделе «Учёные досуги»:
- Икебания: Удивительные приключения одного открытия в Икебании. Сказ, записанный мынечу-схимником Гиппократикусом, монахом-отшельником Соловейниковой обители, со слов ученых-архивариусов Нудельманца и Андроникашкина, с одной стороны, и Струвобратцева и Ефрема Иванова, с другой стороны, пребывавших там же: [Повесть] /Рис. С.Тюнина, А.Астрина. //Химия и жизнь, 1991, № 10. - С.98-104; № 11. - С.92-98; № 12.- С. 88-95.